# FSV Hemmersdorf
Der FSV Hemmersdorf ist ein deutscher Fußballverein mit Sitz im Ort Hemmersdorf innerhalb der Großgemeinde Rehlingen-Siersburg im Landkreis Saarlouis.

## Geschichte

### Gründungszeit bis Nachkriegszeit
Nach ersten Spielen als zusammenhängende Mannschaft gründete sich aus den bestehenden Spielern schließlich im Jahr 1927 der Verein. Am Spielbetrieb der C-Klasse nahm der Verein dann aber erst in der Saison 1928/29 teil. Durch den Ausbruch des Zweiten Weltkriegs kam der Spielbetrieb erst einmal zum Erliegen und konnte auch erst im Sommer 1946 wieder aufgenommen werden. Hier spielte der Verein nun in der Kreisklasse II Saarlouis. Mit dem weiteren Aufstieg gelang der Verein zur Saison 1956/57 in die A-Klasse Westsaar, musste am Saisonende aber direkt wieder in die B-Klasse absteigen. Der Wiederaufstieg sollte dann nach der Saison 1962/63 klappen. Hiernach konnte dann über gut zehn Jahre die Klasse dann gehalten werden. Zur Spielzeit 1972/73 gelang schließlich der nächste Aufstieg in die Bezirksliga West.

### Hochzeit in den 1970er und 1980er Jahren
Durch den Einzug in das Halbfinale des Saarlandpokals 1976/77, qualifizierte sich der Verein für die Saison 1977/78 des DFB-Pokal. Dort traf der Verein in der 1. Hauptrunde auf die Warendorfer SU und unterlag mit 3:1. Die Folgesaison konnte schließlich in der Liga ebenfalls erfolgreich genutzt werden. Einen Spieltag vor dem Saisonende stand die Mannschaft als Meister fest und stieg somit in die damals höchste saarländische Liga, die Verbandsliga auf. Im Jahr 1980 gelang dann nochmal das Erreichen des saarländischen Pokalfinals. Hier unterlag der FSV mit 7:2 zwar dem ASC Dudweiler, qualifizierte sich somit aber trotzdem für den DFB-Pokal 1980/81. Diesmal traf die Mannschaft auf den SV Darmstadt 98, welcher damals gerade in die Bundesliga aufsteigen sollte und ging dort erwartungsgemäß mit 10:0 unter. Nach der Spielzeit 1983/84 stieg die Mannschaft dann auch aus der Verbandsliga wieder ab.

### Heutige Zeit
In der Saison 2003/04 spielte der Verein in der Landesliga Saarland Südwest und belegte dort mit 41 Punkten den 9. Platz. Mit 63 Punkten gelang hier nach der Spielzeit 2005/06 die Meisterschaft und damit der Aufstieg in die Verbandsliga Saarland. Aus dieser wurde dann zur Saison 2009/10 die heutige Saarlandliga. Mit 29 Punkten reichte es dann am Ende der Spielzeit 2012/13 nur noch knapp für den 15. Platz, womit die Mannschaft wieder absteigen musste. Zurück in der mittlerweile Verbandsliga heißenden Liga ging es mit 69 Punkten gleich als Meister wieder zurück in das saarländische Oberhaus. Dort hielt sich der FSV dann noch einmal über zwei Spielzeiten, musste dann mit 37 Punkten nach der Saison 2015/16 wieder über den letzten Abstiegsplatz runter in die Verbandsliga. Seitdem gelang kein weiterer Aufstieg und die Mannschaft schließt ihre Saison zumeist im Mittelfeld ab. In der Saison 2017/18 kam der Verein in die vierte Hauptrunde des Saarlandpokals. Unterlag dort jedoch mit 5:0 dem FC Palatia Limbach.